# Stanisława Popielska
Stanisława Popielska, anche nota come Stanisława P. (1893), è stata una sensitiva polacca, presunta autrice di fenomeni paranormali quali la produzione di ectoplasmi e la psicocinesi di oggetti.

## Biografia
Nel 1913 fu esaminata da Albert von Schrenck-Notzing che scattò una serie di fotografie durante le sedute spiritiche, concludendo che le materializzazioni di oggetti e gli ectoplasmi erano genuini. Dopo la pubblicazione del suo libro, Albert von Schrenck-Notzing fu accusato da altri colleghi di scarso rigore scientifico e di essere rimasto vittima di un raggiro.
La psichiatra tedesca Mathilde Ludendorff, presente ad una delle sedute, affermò che l'ectoplasma risultante nelle fotografie era in realtà ottenuto da una garza attaccata ad un filo nascosto. Eugene Osty esaminò il caso all'Institut Métapsychique International di Parigi, dove scattò delle fotografie che mostravano Stanisława mentre spostava con la mano libera alcuni oggetti posti sul tavolo predisposto per la seduta spiritica. Concluse quindi che le sue presunte psicocinesi erano in realtà fraudolente.